# هانس بوم

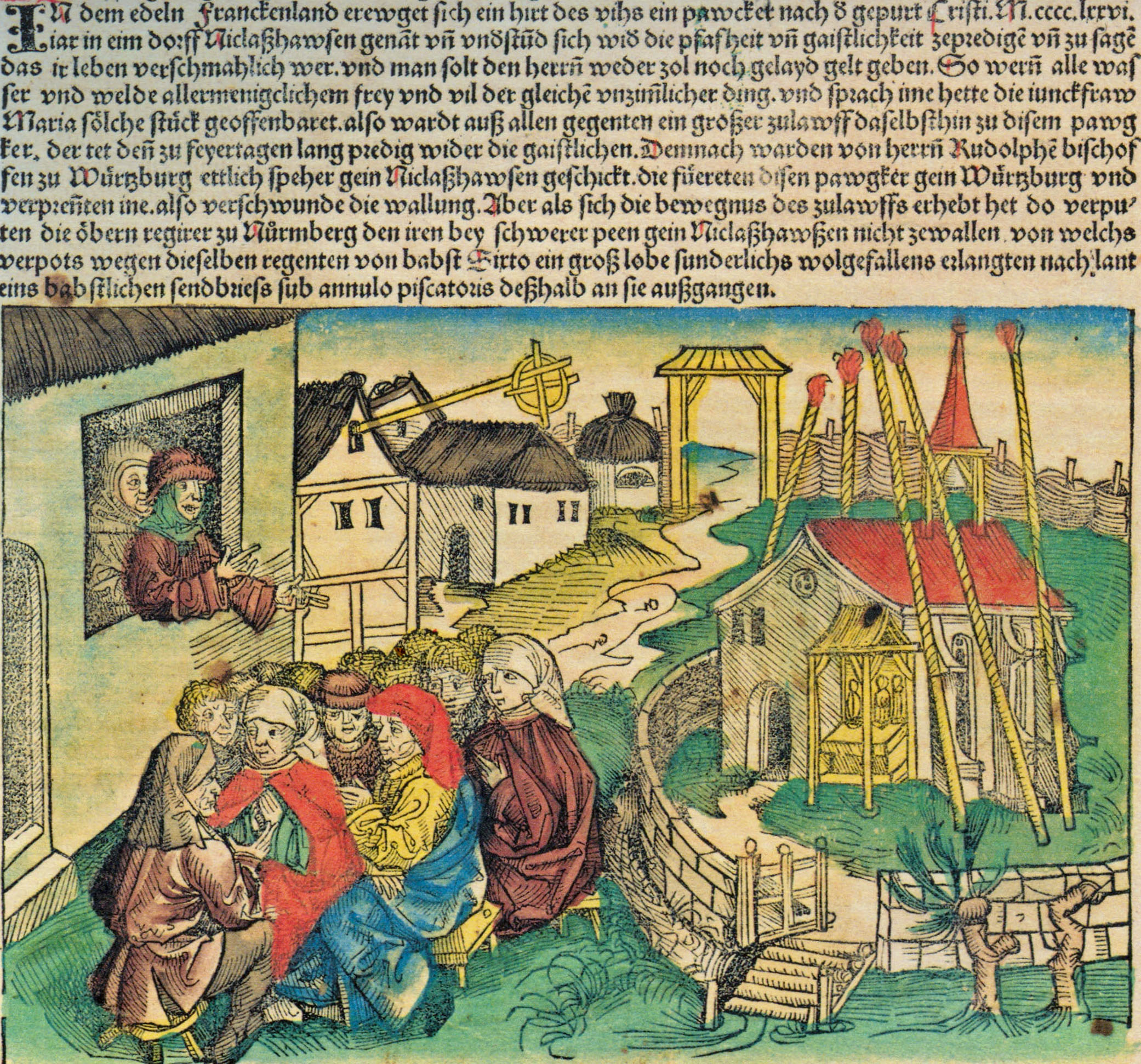
عازف مزمار نيكلاسهاوزن كتبها هارتمان شيدل في "Schedelschen Weltchronik" سنة 1493

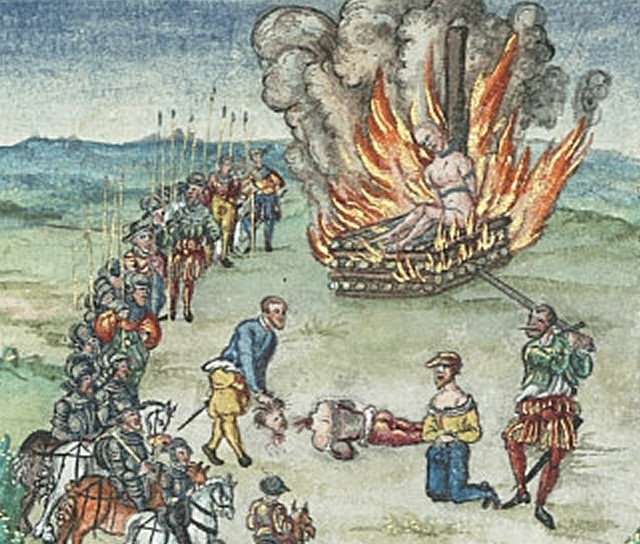
هانز بوم على المحرقة (النصف الأول من القرن السادس عشر)

هانس بوم (بالألمانية: Hans Böhm) (هلمشتات، 1458 ؛ أعدم في 19 يوليو 1476 بفورتسبورغ)، قارع طبلٍ من نيكلاسهاوزن، ولد بقرية هلمشتات الصغيرة الواقعة في منطقة فرنكونيا جنوب وسط ألمانيا. سنة ولادته غير معروفة تحديداً، فلم تكن تعطى كتابة الذكريات التاريخية أهمية كبيرة بالنسبة لفلاحي القرن الخامس عشر أمثاله. غير أن وجود بوم غير الجلي غيـّرَ أموراً فجأة.
في ليلةٍ ما من سنة 1476 وبقرية نيكلاسهاوزن الألمانية، حيث عمـِل بوم راعياً وفنان شوارع، إدعى أنه رأى مريم العذراء وتحدث معها. وأوحى له ذلك بأن يحرق طبله وفق طقس مشعلة الباطل القروسطي، وهي تظاهرة شعبية يرمي الناس فيها ممتلكاتهم أي باطلهم في مـَشعـَلـَةٍ عامة للدلالة على اعتمادهم على الله والانضمام إلى طائفة الفقراء. كما أوصاه شبح العذراء بأن يعظ بفضائل الحياة. وأن رسالتها له هي المساواة الاجتماعية.
تحدث بوم في عظاته تحديداً عن خطايا رجال الدين، وأن الفلاحين والحجاج لا ينبغي أن دفعوا لهم الأُجـَر، وأخيراً دعى بوم عليهم بالموت. وعلاوة على ذلك نادَى بوم لإلغاء أعمال السخرة والمكوس والجبايات وغيرها من المدفوعات لصالح النبلاء. وأن غابات ومياه الأرض هي لمنفعة كل الناس وليس فقط الأغنياء منهم. على المستوى الاجتماعي، كانت خـُطب بوم راديكالية في مجتمع بـُني من أساسه هرمياً، فاعتبره أصحاب النفوذ في ذلك الوقت أي رجال الدين والنبلاء خطراً. وهكذا وفي وقت قصير توافد عشرات الآلاف الفلاحين على نيكلاسهاوزن من جميع أنحاء ألمانيا للاستماع إلى خطب «الصبي الطبال»، أحست سلطات بتهديد حقيقي وواضح. فاندلاع ثورة للفلاحين في أوائل آيار / مايو 1476 وبلغت ذروتها مع محاكمة وإعدام بوم حرقا في فورتسبورغ بتهمة الهرطقة يوم 19 يوليو 1476.
تمثل قصة بوم سخط وامتعاض الفلاحين لحالهم المادية، والسبيل الوحيد للتعبير عن إحباطهم كان عبر بناء نماذج دينية أو روحية. قدم المؤرخ ريتشارد وندرلي في كتابه حرائق فلاحي طبال نيكلاسهاوزن (Peasant Fires the Drummer of Niklashausen) دراسة مفصلة عن بوم وثورة فلاحي نيكلاسهاوزن سنة 1476 وهو مصدر مهم لفهم عقلية الفلاحين.
القليل المعروف عن بوم تُحصِّلَ عليه مما تبقى من وثائق تاريخية لدى أعدائه أي رجال الدين والنبلاء، أمثال الكونت يوهان فيرتهايم وأسقف ماينس ديتر فون إزنبيرغ وأسقف فورتسبورغ رودولف فون شيرنبيرغ. دوّن القصة يوهانس تريتيميوس سنة 1514.